# Бета-розподіл
Бе́та-розпо́діл в теорії імовірностей та статистиці — двопараметрична сім'я абсолютно неперервних розподілів.

## Означення
Нехай розподіл випадкової величини {\displaystyle X}
задаєтся густиною ймовірності {\displaystyle f_{X}},
що має вигляд:
{\displaystyle f_{X}(x)={\frac {1}{\mathrm {B} (\alpha ,\beta )}}\,x^{\alpha -1}(1-x)^{\beta -1}},
де
- {\displaystyle \alpha ,\beta >0} довільні фіксовані параметри, і
- {\displaystyle \mathrm {B} (\alpha ,\beta )=\int \limits _{0}^{1}x^{\alpha -1}(1-x)^{\beta -1}\,dx} — бета-функція.

Тоді випадкова величина {\displaystyle X} має бета-розподіл. Пишуть: {\displaystyle X\sim \mathrm {B} (\alpha ,\beta )}.

## Форма графіка
Форма графіка густини ймовірності бета-розподілу залежить від
вибору параметрів {\displaystyle \alpha } і {\displaystyle \beta }.
- {\displaystyle \alpha <1,\ \beta <1} — графік опуклий і прямує до нескінченності на границях (червона крива);
- {\displaystyle \alpha <1,\ \beta \geq 1} чи {\displaystyle \alpha =1,\ \beta >1} — графік строго спадний (синя крива)
  - {\displaystyle \alpha =1,\ \beta >2} — графік строго опуклий;
  - {\displaystyle \alpha =1,\ \beta =2} — графік є прямою лінією;
  - {\displaystyle \alpha =1,\ 1<\beta <2} — графік строго
ввігнутий;
- {\displaystyle \alpha =1,\ \beta =1} графік збігається з графіком густини стандартного неперервного рівномірного розподілу;
- {\displaystyle \alpha =1,\ \beta <1} або {\displaystyle \alpha >1,\ \beta \leq 1} — графік строго зростаючий (зелена крива);
  - {\displaystyle \alpha >2,\ \beta =1} — графік строго опуклий;
  - {\displaystyle \alpha =2,\ \beta =1} — графік є прямою линією;
  - {\displaystyle 1<\alpha <2,\ \beta =1} — графік строго ввігнутий;
- {\displaystyle \alpha >1,\ \beta >1} — график унімодальний (пурпурова та чорна криві)

У випадку, коли {\displaystyle \alpha =\beta }, густина ймовірності симетична
відносно {\displaystyle 1/2} (червона та пурпурова криві), то
{\displaystyle f_{X}(x-1/2)=f_{X}(x+1/2),\;x\in [0,1/2]}.

## Моменти
Математичне сподівання та дисперсія випадкової величини {\displaystyle X},
що має бета-розподіл, мають такий вигляд:
{\displaystyle \mathbb {E} [X]={\frac {\alpha }{\alpha +\beta }}},
{\displaystyle \mathrm {D} [X]={\frac {\alpha \beta }{(\alpha +\beta )^{2}(\alpha +\beta +1)}}}.

## Зв'язок з іншими розподілами
Стандартний неперервний рівномірний розподіл є окремим випадком бета-розподілу:
{\displaystyle \mathrm {U} [0,1]\equiv \mathrm {B} (1,1)}
{\displaystyle X,Y} — незалежні гамма-розподілені випадкові величини, причому {\displaystyle X\sim \mathrm {\Gamma } (\alpha ,1)}, а {\displaystyle Y\sim \mathrm {\Gamma } (\beta ,1)}, то
{\displaystyle {\frac {X}{X+Y}}\sim \mathrm {B} (\alpha ,\beta )}

### Апріорний розподіл Голдейна

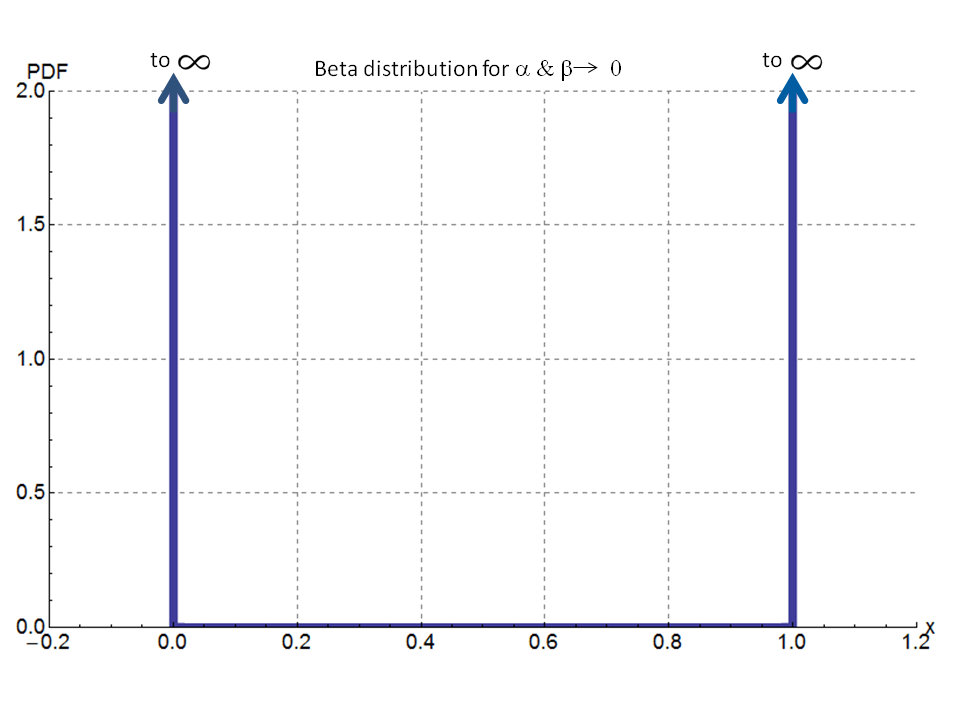
густина ймовірності апріорного розподілу Голдейна демонструє повну відсутність апріорної інформації про випадкову величину, де ми навіть не знаємо чи є можливим провести експеримент який дав би позитивний чи негативний резульат. Коли α, β → 0, розподіл наближається до розподілу Бернуллі в якому вся густина розподілу сконцентрована на кінцях, в 0 і 1, у вигляді дельта-функції Дірака, і нульова між ними.

Розподіл B(0,0) запропонував Джон Бердон Сандерсон Голдейн, який зауважив що апріорна ймовірність що представляє повну непевність повинна бути пропорційною до p−1(1−p)−1. Функцію p−1(1−p)−1 можна розглядати як границю бета розподілу в якому обидва параметри наближаються до нуля, α, β → 0. Таким чином, p−1(1−p)−1 розділена на бета-функцію наближається до двоточкового розподілу Бернуллі в якому вся густина розподілу сконцентрована на кінцях, в 0 і 1, у вигляді дельта-функції Дірака, і нульова між ними. Це приклад розподілу ймовірностей для підкидання монети, якщо одна сторона - нуль, а інша - 1. 